# Maximowiczs Fichte
Maximowiczs Fichte (Picea maximowiczii) ist eine Art aus der Familie der Kieferngewächse (Pinaceae). Sie ist auf der japanischen Insel Honshū heimisch.

## Beschreibung
Maximowiczs Fichte wächst als immergrüner Baum, der Wuchshöhen von bis zu 30 Metern und Brusthöhendurchmesser von bis zu 1 Meter erreichen kann. Die graubraune Borke ist rissig und blättert in dicken Schuppen ab. Die blassgräulich braune, gerillte Zweigrinde ist unbehaart.
Die dunkelgrünen Nadeln stehen an 0,2 bis 0,3 Millimeter langen Pulvini. Die ledrigen Nadeln sind bei einer Länge von 1 bis 2 Zentimeter und einer Breite von etwa 0,1 Zentimeter linear bis viereckig geformt. Ihre Spitze ist spitz zulaufend. Auf beiden Nadelseiten befindet sich eine Stomatafurche. Jede Nadel weist zwei Harzkanäle auf.
Maximowiczs Fichte ist einhäusig-getrenntgeschlechtig (monözisch) und die Blütezeit erstreckt sich von Mai bis Juni. Die blassbraunen männlichen Blütenzapfen stehen in Gruppen von zwei bis drei und sind zylindrisch geformt. Die hängenden Zapfen sind bei einer Länge von 4 bis 7 Zentimetern und einer Dicke von 1,5 bis 2 Zentimetern länglich bis länglich-zylindrisch geformt. Sie verfärben sich zur Reife im Oktober hin braun. Die dünnen, holzigen Samenschuppen sind kugel- bis verkehrt-eiförmig und werden 0,7 bis 1,3 Zentimeter lang und ebenso breit. Ihre Basis läuft keilförmig zu. Die länglichen, zugespitzten Zapfenschuppen werden etwa 0,3 Zentimeter groß. Die graubraunen, verkehrt-eiförmigen Samen werden etwa 4 Millimeter lang und rund 2 Millimeter breit. Sie haben einen verkehrt-eiförmigen, hellbraunen Flügel, welcher 6 bis 8 Millimeter lang und 3 bis 4 Millimeter breit ist.

## Verbreitung und Standort
Das natürliche, zerklüftete Verbreitungsgebiet von Maximowiczs Fichte liegt in Japan im zentralen Honshū. Es umfasst dort das Chichibu-Gebirge, das Bergmassiv Yatsugatake sowie die Berge Fuji und Senjōgatake.
Maximowiczs Fichte gedeiht in Höhenlagen von 1100 bis 2000 Metern. Die Art wächst vor allem in Bergwäldern, häufig zusammen mit dem Igel-Wacholder (Juniperus rigida) und der Japanischen Rot-Kiefer (Pinus densiflora).
Beide Varietäten der Art werden in der Roten Liste der IUCN als „gefährdet“ eingestuft. Es wird jedoch darauf hingewiesen, dass eine erneute Überprüfung der Gefährdung notwendig ist. Als Hauptgefährdungsgründe werden die frühere Übernutzung der Wälder und die Lebensraumzerstörung zusammen mit einer geringen Verjüngungsrate genannt.

## Nutzung
Maximowiczs Fichte wird in Japan als Ziergehölz, vor allem in Tempelanlagen gepflanzt.

## Systematik
Picea maximowiczii wird innerhalb der Gattung der Fichten (Picea) der Untergattung Picea, der Sektion Picea, der Untersektion Picea und der Serie Politae zugeordnet.
Die Erstbeschreibung als Picea maximowiczii erfolgte 1880 durch Maxwell Tylden Masters in The Gardeners' Chronicle, new series, Band 13, Seite 363. Er schrieb den Namen Eduard August von Regel zu. Das Artepitheton maximowiczii ehrt den deutsch-russischen Botaniker Karl Johann Maximowicz.
Die Art wird in bis zu zwei Varietäten unterteilt:
- Picea maximowiczii var. maximowiczii (Syn.: Picea tschonoskii Mayr) ist die Nominatform: Sie kommt am Fuji-san vor.[4]
- Picea maximowiczii var. senanensis Hayashi (Syn.: Picea maximowiczii subsp. senanensis (Hayashi) Silba): Sie kommt im Bergmassiv Yatsugadake vor.[4]